# 1843 год в театре
1843 год в театре

## События
- 5 (17) ноября — в Екатеринбурге труппа казанского антрепренёра П. А. Соколова представила в арендованном здании цейхгауза при Александровском горном госпитале (ныне — Екатеринбургский музей изобразительных искусств) оперу «Женщина-лунатик» и водевиль «Ножка» — что стало началом театральной истории города и датой основания первого Городского театра.

### Постановки
- 2 января — в дрезденской Придворной опере под управлением автора состоялась премьера романтической оперы Рихарда Вагнера «Летучий голландец»[1];
- 3 января — в парижской Итальянской опере состоялась премьера оперы Гаэтано Доницетти «Дон Паскуале»;
- 17 января — в миланском театре Ла Скала состоялась итальянская премьера парижской новинки 1841 года, балета «Жизель» (постановка Антонио Кортези на музыку Никколо Баджетти (Niccolò Bajetti), главную партию исполнила София Фуоко[уточнить]).
- 5 февраля — на сцене Малого театра в бенефис актёра Михаила Щепкина состоялись московская премьера пьесы Н. В. Гоголя «Женитьба» и первый показ его же комедии «Игроки» (Утешительный — Михаил Щепкин, Замухрышкин — Пров Садовский);
- 7 марта — в Париже, на сцене театра Французской комедии состоялась премьера драмы Виктора Гюго «Бургграфы»;
- 15 марта — В Париже, в театре Ле Пелетье состоялась премьера оперы Фроманталя Галеви «Карл Шестой[англ.]» (либретто братьев Жермена и Казимира Делавинь).
- 17 июля — в Париже, в Королевской академии музыки, на сцене театра Ле Пелетье состоялась премьера балета Фридриха Бургмюллера «Пери[фр.]» (хореография и постановка Жана Коралли, Пери — Карлотта Гризи, Ахмед — Люсьен Петипа);
- 26 сентября — в Париже, на сцене театра «Одеон» без особого успеха прошла премьера пьесы Оноре де Бальзака «Памела Жиро[фр.]»;
- 25 ноября — на сцене Большого театра в бенефис танцовщицы Елены Андреяновой состоялась московская премьера балета «Жизель» (постановка Дидье по балету Жана Коралли и Жюля Перро).

## Деятели театра
- София Фуоко, тринадцатилетняя ученица Карло Блазиса и первая итальянская Жизель, была названа прима-балериной assoluta миланского театра Ла Скала.
- Елизавета Левкеева, четырнадцатилетняя ученица Императорского театрального училища, дебютировала на сцене Александринского театра.
- Леонид Львович переведён из Петербурга в Москву, в труппу Малого театра.
- Оставила сцену оперная певица и актриса Софья Самойлова.

### Родились
- ? — драматический актёр, куплетист, режиссёр, автор водевилей  и антрепренёр Михаил Лентовский;
- ? — испанский танцовщик-виртуоз, хореограф и педагог Хосе Мендес.
- 19 февраля — итальянская оперная певица (колоратурное сопрано) Аделина Патти;
- 19 марта — итальянский композитор, автор четырёх опер Джузеппе Перротта;
- 4 апреля — австро-венгерский дирижёр Ханс Рихтер;
- 2 мая — австрийский композитор, автор оперетт, «музыкальный распорядитель придворных балов» Карл Михаэль Цирер;
- 10 мая — немецкий оперный певец, режиссёр и театральный руководитель Макс Штегеман;
- 15 июня — композитор, автор сюит к драме Генрика Ибсена «Пер Гюнт» Эдвард Григ;
- 20 августа — шведская оперная певица, соперница Аделины Патти Кристина Нильсон;
- 6 сентября — австро-венгерский писатель и драматург Карел Тума;
- 13 декабря — румынский композитор, один из главных создателей румынской национальной оперы Джордже Штефэнеску;
- 12 (24) декабря — поэтесса, основоположница эстонской драматургии Лидия Койдула.

### Скончались
- 23 января — немецкий писатель, автор либретто к опере Э.-Т.-А. Гофмана «Ундина[англ.]» Фридрих де ла Мотт-Фуке (род. 1777);
- 24 июня — немецкий поэт, драматург, автор либретто к опере К.-М. фон Вебера «Вольный стрелок» Иоганн Фридрих Кинд (род. 1768).
- 11 декабря — французский поэт и драматург Казимир Делавинь.